# プリズナーNo.6
『プリズナーNo.6』（プリズナーなんばーしっくす、原題:The Prisoner）は、1967年9月29日から1968年2月4日にかけてイギリスで製作・放映された連続テレビドラマ作品。主演・企画・監督（一部の回）はパトリック・マクグーハン（Patrick McGoohan）。各話約52分、全17本。
ジャンルとしてはSF的なスパイものであるが、斬新で前衛的な演出や哲学的なメッセージが随所にちりばめられており、現在でも一部に熱狂的なファンをもちカルト的な人気を保っている。
2009年には新『プリズナー No.6』が制作された。
2016年1月、マクグーハンが晩年に取り組んでいた劇場映画版「プリズナーNo.6」の企画を、リドリー・スコットが引き継いでいることが発表された。

## あらすじ
英国の諜報部員である主人公はある日、上司に辞表を叩きつけ辞職する。そのまま自宅に帰り、旅立とうと荷造りを始めるが、何者かによって催眠ガスで眠らされる。主人公が眼を覚ますと自分が「村」と呼ばれる国籍不明の場所にいることを知る。「村」には彼の他にも多くの者が「プリズナー（囚人）」として拉致されてきており、それぞれ自分の正体を隠したまま、番号で呼ばれている。
「ナンバー・シックス」という番号を与えられた主人公は「ナンバー・ツー」と呼ばれる「村」のリーダーから「辞職の理由」と「知っている情報」をたずねられるが、彼は頑なに回答を拒否する。「ナンバー・ツー」はさまざまな手段を用いて「ナンバー・シックス」から情報を聞き出そうとするが、「ナンバー・シックス」はそれを退け、あらゆるチャンスを捉えて「村」からの脱走を試みる。

## キャスト
レギュラーキャラはNo.6と脇役である執事と管理官のみ。
- No.6（英語版）（主人公）（パトリック・マクグーハン）:小山田宗徳
- No.6の上司（ジョージ・マークスタイン）（OP・7話）
- 執事（アンジェロ・マスカット）
- 管理官（ピーター・スワンウィック）:千葉耕市（1話）、槐柳二（2、4、6、10、13、14、16、17話）
- No.2（ガイ・ドールマン）:若山弦蔵（1話）
- コッブ（ポール・エディントン）:近石真介（1話）
- 新No.2（ジョージ・ベイカー）:浦野光（1話）
- 大佐（ケビン・ストーニー）:真木恭介（2話）
- ファザリング（リチャード・ワティス）:石井敏郎（2話）
- No.2（レオ・マッカーン）:早野寿郎（2話・16話・17話）
- No.2（コリン・ゴードン）:富田耕生（3話・6話）
- No.2（エリック・ポートマン）:久松保夫（4話）
- No.58（レイチェル・ハーバート）：山東昭子（4話）
- 選挙参謀（ジョージ・ベンソン）:勝田久（4話）
- No.2（アントン・ロジャース）：伊藤克（5話）
- No.24（ジェーン・メロウ）：沢阿由美（5話）
- No.12（ジョン・キャッスル）:中田浩二（6話）
- 教授（ピーター・ハウエル）:水島晋（6話）
- バタワース夫人 / No.2（ジョージナ・クックソン）：阿部寿美子（7話）
- 大佐（ドナルド・シンデン）：宮川洋一（7話）
- ソープ（パトリック・カーギル）:西島俤四郎（7話）
- 英国空軍大佐（ブライアン・ワース）:北村弘一（7話）
- 裁判長（オーブリー・モリス）:細井重之（8話）
- No.2（メアリー・モリス）：真咲美岐（8話）
- No.2（クリフォード・エバンス）:和田文夫（9話）
- 大佐（ナイジェル・ストック）:外山高士（9話）
- 老No.2（アンドレ・ファン・ジュゼクヘム）:中村正（10話）
- 新No.2（ダーレン・ネスビット）:内田稔（10話）
- No.2（ピーター・ウィンガード）:小林清志（11話）
- No.36（バジル・ディグナム）:八奈見乗児（11話）
- 判事 / No.2（デビッド・バウアー）:久松保夫（12話）
- キッド / No.8（アレクシス・カナー）:山田康雄（12話）
- メキシコ人・サム（ラリー・テイラー）:渡部猛（12話）
- No.2（ジョン・シャープ）:高橋正夫（13話）
- ヴィリエ（ジェームス・ブリー）:寺島幹夫（13話）
- No.14（バジル・ホスキンズ）:寺島幹夫（14話）
- No.249 / 精神科医（ノーマン・スケース）:上田敏也（14話）
- No.2（パトリック・カーギル）:巌金四郎（14話）
- スニップ博士 / No.2（ケネス・グリフィス）:近石真介（15話）
- 議長（ケネス・グリフィス）:田口計（17話）
- No.48（アレクシス・カナー）:愛川欽也（17話）
- No.1（?）

※括弧内の放映話数は日本放映Noによる

## スタッフ

### オリジナル版
- 製作総指揮：パトリック・マクグーハン
- 製作：デビッド・トンブリン
- 音楽：ロン・グレイナー（メイン・テーマのみ）/アルバート・エルムズ（劇中曲の大半）/ウィルフレッド・ジョセフス（不採用メインテーマと劇中曲の一部）/ロバート・ファーノン（不採用メインテーマ）
- 撮影：ブレンダン・J・スタッフォード
- 提供：エヴリマンフィルムズ/ITC
- 放映：ITV

### 日本語吹替版
- 演出：加藤敏
- 翻訳：山田小枝子
- 効果：TFCグループ/芦田公雄
- 調整：笹岡栄太郎
- 録音：三栄スタジオ
- 制作：東北新社

## 作品解説

### 人物設定
「ナンバー・ツー」は毎回人物が変わる。「ナンバー・ツー」は司令室から部下とともに「プリズナー」たちを監視し、警備員と不思議な白い球体「ローヴァー」で村からの脱出を阻止し、「村」からはヘリコプターでしか出ることができない。
「ナンバー・ツー」の上位に「ナンバー・ワン」が存在し、色々と「ナンバー・ツー」に指示を行うが、声と姿は最終回まで伏せられている。この両者の知恵比べがドラマの主軸であるが、その他にも様々なドラマが展開される。
なおレギュラーキャラは「ナンバー・シックス」以外では「ナンバー・ツー」の司令室のスタッフである管理官と執事のみである。
「ナンバー・シックス」を含めた登場人物の人名は最後まで明かされず、そのため固有の人名のついた人物は殆ど登場しない。
本作の登場人物はしばしば別れ際に“Be Seeing You”（日本語吹き替え版では“じゃあまた”や“じゃまた”）と口にする。村の住民は初対面の相手に対してもこの挨拶をするため、この台詞は「ナンバー・シックス」と視聴者に対してこの村は一度入ったら外部に出ていくことができないことを示している。後年のパロディでは本作を象徴する決まり文句として使われる。

### 舞台

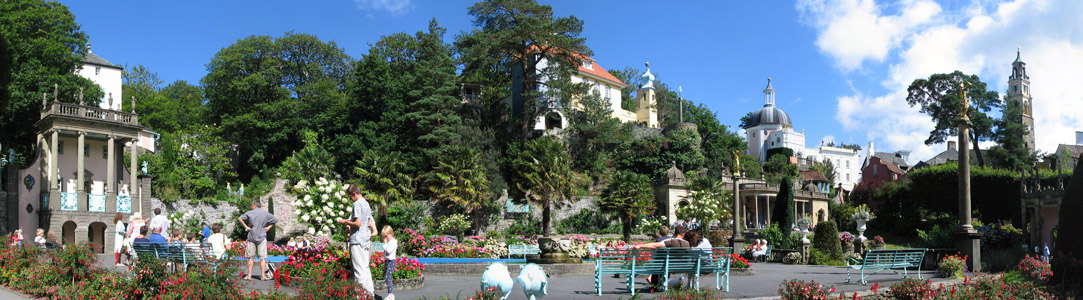
舞台となったホテル・ポートメイリオンの中央広場（パノラマ写真）

作品の中の「村」はセットではなく、イギリスのウェールズにあるホテル・ポートメイリオンが使われたが、それは最終回のオープニングでようやく明らかにされた。

#### ローヴァー
「村」の司令室から発せられる「オレンジ警報」により水中から出現する、人の背丈ほどの直径のバルーン状の白い球体。「村」から脱走しようとする者をどこまでも追跡し捕獲する。企画の段階では「パトランプを付けたワーゲンのような車が無人で迫る。」というもので撮影用の車両も製作されたが、海岸線の砂浜を走らせたところスタックしたうえ波をかぶり使用不能となったため、急遽前述のバルーンに改められた。

### 車
登場する車についても、非常にマニアックな作りとなっており、冒頭に登場するロータス・セブンを始め、ロータス・エラン、ジャガー・Eタイプなどが登場し、カーチェイスを繰り広げる。また「村」のタクシーで使われているのはミニ・モークであり、特異なキャラクターであったモークを一躍メジャーにした。

## 日本での放送
日本では1969年3月2日から同年6月22日にかけてNHK総合で放映されたあと、70年代から80年代にかけて様々な放送局で再放送された。1997年にCSのスーパーチャンネルで放送された後、2004年に完全版が、2010年にHD版が放送された（スカパー!HDでの放送であり、110度CSにおいてはSDであったため2012年にHD版初放送となる）。2004年以降は新プリントであり旧版と比較して大幅に画質が向上し、NHK放送時に時間枠の都合でカットされたシーンも字幕で復元している。2014年現在、2004年の仕様で東北新社からDVDも発売されている。
なお、21世紀になって日本で放送される際には日本語吹替音声が非常に多くの部分で不自然に無音となったり、原語に差し替えられている。なかには数分にわたるシーン（NHK放送時には日本語音声があったシーン）が全て原語に差し替えられているエピソードもある。DVD版や90年代に発売されていたLD-BOX版においても同様である。2016年9月7日にメディアネットピクチャーズから発売されたブルーレイBOXでは、それらの欠落していた日本語音声の一部が現存する音源素材により補完されている。

## 放送タイトルリスト（日本放映時準拠）
| 日 本 版 話 数 | 英 国 版 話 数 | 制 作 話 数 | サブタイトル   | サブタイトル 原題               | 監督                          | 脚本                                              |
| -------------- | -------------- | ----------- | -------------- | ------------------------------- | ----------------------------- | ------------------------------------------------- |
| 1              | 1              | 1           | 地図にない村   | Arrival                         | ドン・ チャフィ               | ジョージ・ マークスタイン、 デビッド・ トンブリン |
| 2              | 2              | 5           | ビッグベンの鐘 | The Chimes of Big Ben           | ドン・ チャフィ               | ビンセント・ ディルスレー                         |
| 3              | 3              | 11          | A, B & C       | A. B. and C.                    | パット・ ジャクソン           | アンソニー・ スケーン                             |
| 4              | 4              | 2           | われらに自由を | Free For All                    | パトリック・ マクグーハン     | パディ・フィッツ                                  |
| 5              | 5              | 7           | 暗号           | The Schizoid Man                | パット・ ジャクソン           | テレンス・ フィーリィ                             |
| 6              | 6              | 10          | 将軍           | The General                     | ピーター・ グラハム・スコット | ジョシュア・ アダム                               |
| 7              | 7              | 13          | 皮肉な帰還     | Many Happy Returns              | ジョセフ・サーフ              | アンソニー・ スケーン                             |
| 8              | 8              | 4           | 死の筋書       | Dance of the Dead               | ドン・ チャフィ               | アンソニー・ スケーン                             |
| 9              | 13             | 14          | 思想転移       | Do Not Forsake Me Oh My Darling | パット・ ジャクソン           | ビンセント・ ディルスレー                         |
| 10             | 11             | 8           | 暗殺計画       | It's Your Funeral               | ロバート・ アシャー           | マイケル・ クラモイ                               |
| 11             | 9              | 3           | チェックメイト | Checkmate                       | ドン・ チャフィ               | ジェラルド・ ケルスレー                           |
| 12             | 14             | 15          | 悪夢のような   | Living in Harmony               | デビッド・ トンブリン         | デビッド・ トンブリン                             |
| 13             | 12             | 9           | 反動分子       | A Change of Mind                | ジョセフ・サーフ              | ロジャー・ パークス                               |
| 14             | 10             | 12          | No.2旗色悪し   | Hammer into Anvil               | パット・ ジャクソン           | ロジャー・ ウッディース                           |
| 15             | 15             | 16          | おとぎ話       | The Girl Who Was Death          | デビッド・ トンブリン         | テレンス・ フィーリィ                             |
| 16             | 16             | 6           | 最後の対決     | Once Upon a Time                | パトリック・ マクグーハン     | パトリック・ マクグーハン                         |
| 17             | 17             | 17          | 終結           | Fall Out                        | パトリック・ マクグーハン     | パトリック・ マクグーハン                         |

## リメイク
米AMCおよび英ITVにより、2009年制作。基本プロットである「主人公No.6が謎の村に幽閉され、村の支配者No.2と対立する」点以外、オリジナルとの共通点は殆どない。全6話。
日本ではAXNミステリー（スカパーHD649、スカパー728）で2010年5月24日から、日本語字幕スーパー版が放送された。

### キャスト
- No.6 - ジェームズ・カヴィーゼル

主人公。ある日、砂漠で目を覚まし「村」にたどり着く。「村」から脱出しようとし、No.2と戦っていく。
- No.2 - イアン・マッケラン

「村」の中心人物。NO.6を執拗に追い続け、村に馴染ませようとする。
- No.313 - ルース・ウィルソン

「村」の女医。No.6の話を妄想だと考え、現実である「村」を受け入れさせようとする。
- No.11-12 - ジェイミー・キャンベル・バウアー

No.2の子供。母と共に父No.2と「村」の宮殿に住んでいる。恵まれた生活を送っているようでいて、実は不満を持っている。
- No.4-15 - ヘイリー・アトウェル

盲目の女性。
- No.147 - レニー・ジェームズ

タクシー運転手。「村」に着いたNo.6が最初に出会う人物。

### スタッフ
- 製作総指揮／脚本：ビル・ギャラガー
- 監督：ニック・ハラン
- 制作：AMC/ITV

### エピソードタイトル
1. 到着 Arrival
2. 融和 Harmony
3. 金床 Anvil
4. 愛しい人 Darling
5. 分裂 Schizoid
6. チェックメイト checkmate

## 書籍
- 『プリズナー』 - トーマス・M・ディッシュ著、永井淳 訳 （早川書房） 絶版。 - 本ドラマのノベライズだが、設定が同じなだけでありストーリー展開は異なる。

## 関連作品
- Alice 6 - 第11話（最終話）は本作のパロディ。
- ザ・シンプソンズ - シーズン12第6話「ミスターX告発の行方(The Computer Wore Menace Shoes)」は本作のパロディ。「Number Six」という役名でパトリック・マクグーハンも声の出演をしている。
- マトリックス - エージェントに追われる主人公ネオが逃げ込んだ部屋で老婆が視聴しているTVに本作が映っている。
- 宇宙刑事シャリバン - 本作に登場する白い巨大な球体（ローヴァー）を模した球体が、敵ボスの化身として度々登場する。
- ルパン三世 (TV第2シリーズ) - 第62話「ルパンを呼ぶ悪魔の鐘の音」が本作を彷彿させている。
- ルノー・21のCM - 「21」のバッジをつけた男性がルノー21に乗り、ローヴァーの追撃をかわして「村」と思しき場所を脱出するという内容。
- ニューヨークの恋人 - 現代のニューヨークにタイムスリップしたレオポルド公爵が誤ってスイッチを入れたTVに本作が映る、という場面がある。
- 世にも奇妙な物語 - 1991年1月31日放送のエピソード「プリズナー」にて、巷で噂のビデオ「プリズナー」を探すのに夢中の主人公が見つけるも、名前が似ているだけの別物であると気付いて落胆する場面で登場するのが本作のビデオソフト版。
- アイアン・メイデン - 1982年発表のアルバム『魔力の刻印』に本作をテーマにした楽曲「Prisoner」が収録されている。
- かぐや様は告らせたい〜天才たちの恋愛頭脳戦〜 - アニメ版二期で登場人物がローヴァーに追いかけられるパロディシーンがある。
- GALACTICA/ギャラクティカ - ナンバー6という名前のレギュラーキャラが登場する。本作のプロデューサー及び脚本担当のロナルド・D・ムーアによると「プリズナーNo.6」のオマージュとなっている。